# 针刺齿缘草
针刺齿缘草（学名：Eritrichium aciculare）是紫草科齿缘草属的植物，为中国的特有植物。分布于中国大陆的甘肃、青海等地，生长于海拔2,200米至2,450米的地区，多生长在沟边、山坡和滩地，目前尚未由人工引种栽培。